# 凯纳赫河畔罗森塔尔
凱納赫河畔罗森塔尔（德語：Rosental an der Kainach）是奥地利施泰尔马克州福伊茨贝格县的一个市镇。总面积平方公里，总人口1765人（2005年）。